# 幻影人
《幻影人》（Shadow Man，另译影子超人），是一部2006年上映的美国惊悚片，导演为迈克尔·库奇（Michael Keusch）。本片由史蒂芬·席格、皮埃尔·斯潘勒，以及安德鲁·史蒂文斯主演，主要讲述主角（史蒂芬·席格饰）因黑道富豪觊觎他的一张随身碟而不得不与黑道对抗的故事。